# Blikana comosa
Blikana comosa är en skalbaggsart som beskrevs av Louis Albert Péringuey 1902. Blikana comosa ingår i släktet Blikana och familjen Melolonthidae. Inga underarter finns listade.